# Puerto Rondón (ort)
Puerto Rondón är en ort i Colombia.   Den ligger i departementet Arauca, i den centrala delen av landet, 400 km nordost om huvudstaden Bogotá. Puerto Rondón ligger 137 meter över havet och antalet invånare är 3 724.
Terrängen runt Puerto Rondón är mycket platt.  Trakten runt Puerto Rondón är nära nog obefolkad, med mindre än två invånare per kvadratkilometer. Det finns inga andra samhällen i närheten. Omgivningarna runt Puerto Rondón är huvudsakligen savann.